# Royal Air Maroc
Royal Air Maroc (Arabisch: الخطوط الملكية المغربية, al-Ḫuṭūṭ al-Malakiyya al-Maġribiyya) (ook bekend als RAM) is de nationale luchtvaartmaatschappij van Marokko met de basis in Casablanca. RAM voert internationale lijndiensten uit naar Afrika, Azië, Europa, Noord-Amerika en Zuid-Amerika. Lokaal vliegt het bedrijf op 15 binnenlandse bestemmingen en voert de maatschappij periodiek hadj-vluchten uit. Het heeft zijn hubs op Casablanca Mohamed V (CMN), Marrakech, Parijs Orly en Ibn Batouta Airport. Het bedrijf is voor 95,95% eigendom van de Marokkaanse staat; Air France-KLM bezit 2,86% van de aandelen. Momenteel lopen er gesprekken om 49% van de aandelen aan Qatar Airways te verkopen.

## Codes
- IATA code: AT
- ICAO-code: RAM
- Roepletters: AIR MAROC

## Codeshareovereenkomsten
Royal Air Maroc heeft codeshare-overeenkomsten met de volgende luchtvaartmaatschappijen:
- Air France
- Air Nostrum
- Brussels Airlines
- Egypt Air
- Etihad Airways
- Emirates
- Iberia
- JetBlue Airways
- Qatar Airways
- Saudi Arabian Airlines
- Turkish Airlines

## Incidenten en ongelukken
In de geschiedenis van de maatschappij zijn verschillende ongelukken gebeurd. Een overzicht van de ernstigste incidenten waarbij dodelijke slachtoffers vielen of een toestel geheel verloren ging:
14 november 1958 raakte een Douglas DC-3 tijdens de landing op Tanger zodanig beschadigd dat deze total loss werd verklaard. Er vielen geen slachtoffers.
Op 1 april 1970 crashte een Sud Aviation Caravelle tijdens de nadering van Casablanca. Vanaf een hoogte van ongeveer 500 meter stortte het toestel neer waarbij 61 van de 82 inzittenden omkwamen. Van de zeskoppige bemanning overleefde één persoon het ongeluk.
Op 22 december 1973 vond er een vliegtuigcrash nabij Tanger plaats met een geleasd toestel van Sobelair.  Een Sud Aviation Caravelle vloog tegen de helling van een berg bij Tétouan waarbij alle 106 inzittenden, waaronder 7 bemanningsleden, omkwamen. Het toestel was onderweg van Parijs naar Casablanca en zou een tussenlanding maken in Tanger. Tijdens de nadering van Tanger moest de piloot een "teardrop" maken en zette deze koerswijziging te ver door waardoor hij oostelijk van de geplande aanvliegroute kwam (waar hoger terrein was). Het ongeluk vond plaats tijdens duisternis en in de regen.
Op 6 februari 1989 verongelukte een Vickers Vanguard die gehuurd was door RAM en Air France voor vrachtvluchten tussen Marseille en Parijs. Een eerste poging om op te stijgen vanaf Marseille voor de terugvlucht naar Parijs werd afgebroken omdat de bemanning problemen ondervond met de besturing. Na enkele checks en het opvragen van de meteo-gegevens volgde een tweede poging. Na het losraken van de grond verloor de bemanning de controle en het toestel stortte neer. De driekoppige bemanning verloor het leven.
Op 21 augustus 1994 stortte een ATR 42 neer een tiental minuten na het vertrek vanaf Agadir richting Casablanca. Van de 40 passagiers en 4 bemanningsleden overleefde niemand het ongeluk. Er zou sprake zijn van een bewuste actie van de gezagvoerder, die de automatische piloot opzettelijk zou hebben uitgeschakeld, maar dit wordt ontkend door de vakbond van piloten.
Op 21 januari 1995 was een Boeing 747-400 bezig met de voorbereidingen voor vertrek uit Montréal-Mirabel International Airport richting New York en eindbestemming Casablanca. De piloot begon te taxiën in de veronderstelling dat het ijsvrij maken proces was afgerond en dat de standplaats vrij was van voertuigen en andere obstakels. Toen het toestel voorwaarts begon te rijden reed het twee de-icing voertuigen omver die nog voor de horizontale stabilos stonden. Tijdens dit ongeluk verloren drie medewerkers van het grondpersoneel hun leven en raakten er twee gewond. Aan boord vielen geen slachtoffers.
Op 26 januari 2003 zou een Boeing 737 tijdens een nachtelijke landing op Oujda zodanige schade hebben opgelopen dat deze als verloren moet worden beschouwd. De schade zou zijn ontstaan doordat de vleugel de grond zou hebben geraakt zo'n 20 meter naast de baan en daarna zou het toestel enige honderden meters parallel naast de baan zijn doorgereden, maar gegevens over deze vlucht zijn verwijderd uit de bestanden van de luchtvaartdienst. Er zouden geen slachtoffers zijn gevallen maar het toestel is op 16 september uitgeschreven uit de nationale registers.

### Recente overige incidenten
Naast deze incidenten met dodelijke slachtoffers en/of verlies van een toestel zijn er in de recente jaren nog drie vrij ernstige ongelukken geweest:
- Op 20 april 2009 ondervond een Boeing 767-300, vliegend als Vlucht 200 van Casablanca naar New York ernstige wake turbulence tijdens de nadering van het John F. Kennedy International Airport in New York. Hierdoor maakte het toestel een zeer harde landing en bij nadere inspecties aan de grond werden scheuren gevonden in de romp. Het toestel moest vervolgens aan de grond blijven voor reparaties.[7][8]
- Op 6 juni 2010 kwam een Boeing 737-400 in botsing met een groep vogels. Hierdoor ontstond flinke schade aan de romp en de motoren en als gevolg hiervan maakte de piloot, na een Mayday call, een noodlanding op Luchthaven Schiphol. Sommige getuigen spraken over brand in een motor.[9]
- Op 3 augustus 2014 kreeg een McDonnell Douglas MD-83 gecharterd van Swiftair brand in een wiel. Waarschijnlijk waren de wielen te warm en klapten ze, wat ook brand veroorzaakte en in de cabine voor veel rook zorgde. Na het afbreken van de start keerde het toestel terug naar de gate, waar de passagiers na ruim 20 uur hun reis konden vervolgen.[10]